# 199-й навчальний центр (Україна)
199-й навчальний центр (199 НЦ, в/ч А2900) — єдиний в Україні навчальний центр, який призначений для підготовки, перепідготовки та підвищення кваліфікації особового складу для військових частин та підрозділів десантно-штурмових військ Збройних Сил України. Навчальному центру підпорядковано 37-й загальновійськовий полігон в с. Перлявка.

## Історія створення

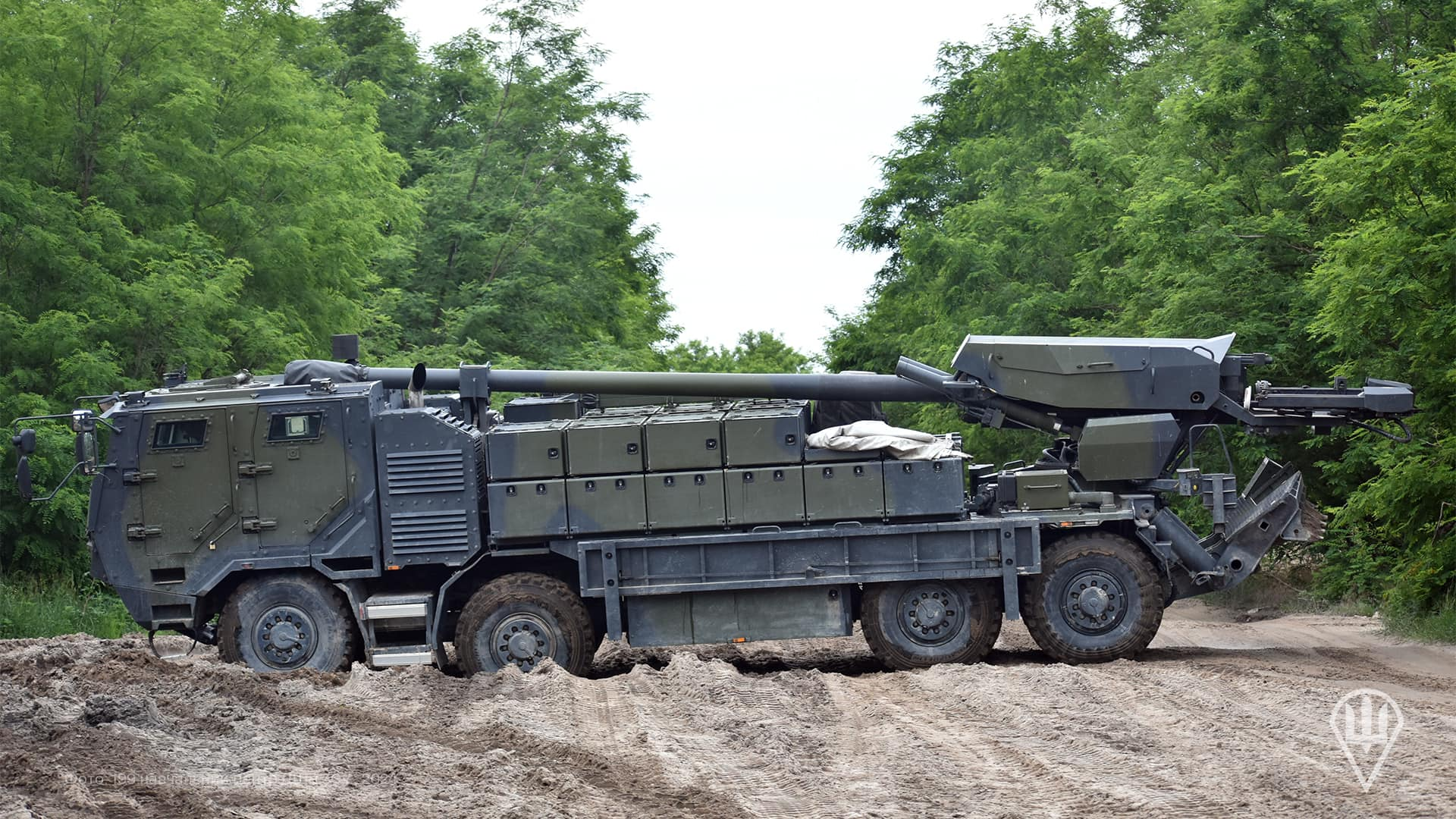
2024

199-й навчальний центр сформовано у травні 2015 року, відповідно до спільної директиви Міністерства оборони України та Генерального штабу Збройних Сил України від 14.02.2015 № Д-322/1/5дск «Про проведення додаткових організаційних заходів у Збройних Силах України в 2015 році» та наказу Командувача Високомобільних десантних військ Збройних Сил України від 16.02.2015 року № 47дск «Про проведення додаткових організаційних заходів у Високомобільних десантних військах Збройних Сил України в 2015 році», на базі 240-го Центру підготовки підрозділів 8 армійського корпусу Сухопутних військ Збройних Сил України з пунктом постійної дислокації місто Житомир.
З березня по листопад 2016 року особовий склад ВТГр від 199-го навчального центру виконував бойове завдання у промисловій зоні м. Авдіївки. 18 травня 2016-го загинув пополудні від кулі ворожого снайпера в промзоні Авдіївки молодший сержант 199-го центру Радислав Атішев.
28 вересня 2016 року близько 21.00 від кулі снайпера, під час обстрілу в промзоні міста Авдіївка (Донецької області) загинув сержант Руслан Півень. З листопада 2016 року по березень 2017 року особовий склад ВТГр виконував завдання у складі частин ДШВ поблизу м. Торецьк. 11 листопада 2016 року близько 07.00 від мінно-осколкового поранення, підірвавшись на фугасі за 350 метрів від взводного опорного пункту, під час розвідки в районі міста Торецька (Донецької області) загинув сержант Олександр Оцабера.[джерело?]
З моменту свого створення дотепер близько 100 000 військовослужбовців пройшли навчання та перепідготовку на базі навчального центру.[джерело?]
06 грудня 2021 року 199-му навчальному центру вручено бойовий прапор та грамоти Президента України.[джерело?]

## Структура
- 37-й загальновійськовий полігон (В/ч А0339)[5]

## Керівництво
- (2015 — 26.05.2017) підполковник Щербина Святослав[6]
- (26.05.2017 — 04.05.2020) полковник Гурін Сергій Геннадійович
- (24.04.2020 — 10.03.2022) полковник Гриців Віталій Ігорович
- (10.03.2022 — т.ч.) полковник Купінський Олександр Євгенійович[джерело?]

Заступники
- (2016) підполковник Кузьміних Олег Володимирович[7]
- (27.08.2016 — 04.10.2018) підполковник Репа Руслан Анатолійович[джерело?]
- (04.10.2018 — 05.09.2019) підполковник Заїць Святослав Анатолійович[джерело?]
- (07.05.2020 — 10.03.2022) полковник Купінський Олександр Євгенійович[джерело?]
- (03.06.2022 — 09.03.2024) полковник Шнир Іван Васильович[джерело?]
- (09.03.2024 — т.ч.) полковник Кобилянський Володимир Іванович[джерело?]

## Втрати
- 18 травня 2016 - Атішев Радислав Олександрович, молодший сержант
- 28 вересня 2016 - Півень Руслан Віталійович, сержант
- 11 листопада 2016 - Оцабера Олександр Аркадійович, сержант
- 18 березня 2023 - Євенко Віктор Миколайович, сержант. Загинув при виконанні бойового завдання в Бахмутському районі Донецької області[8][9][10][11]
- 28 вересня 2023 -  Янішевський Віктор Володимирович, солдат. Загинув в районі м. Мар'їнка Покровського району Донецької області[12]
- 9 лютого 2024 - Ірзайкін Микола, 35 років. Солдат. Помер від гострої легенево-серцевої недостатності, перебуваючи в навчальному центрі в Житомирській області, де був курсантом навчального взводу[13].
- 19 квітня 2025 -  Михайло Гондарук, 1982 року народження, курсант. Помер[14].